# Merionoeda scutulata
Merionoeda scutulata är en skalbaggsart som beskrevs av Holzschuh 1989. Merionoeda scutulata ingår i släktet Merionoeda och familjen långhorningar. Inga underarter finns listade i Catalogue of Life.